# Klan niedźwiedzia jaskiniowego
Klan niedźwiedzia jaskiniowego – amerykański film przygodowy z 1986 roku na podstawie powieści Jean Marie Auel.

## Główne role
- Daryl Hannah – Ayla
- Pamela Reed – Iza
- James Remar – Creb
- Thomas G. Waites – Broud
- John Doolittle – Brun
- Curtis Armstrong – Goov
- Martin Doyle – Grod
- Tony Montanaro – Zoug
- Mike Muscat – Dorv
- John Wardlow – Droog
- Keith Wardlow – Crug
- Karen Austin – Aba
- Barbara Duncan – Uka
- Gloria Lee – Oga
- Janne Mortil – Ovra

## Fabuła
Czasy prehistoryczne. Ayla to kobieta z Cro-Magnon. Podczas trzęsienia ziemi zostaje rozdzielona od plemienia, traci matkę, po spotkaniu z lwem zostaje przygarnięta przez Klan Niedźwiedzia Jaskiniowego, szczep neandertalczyków. Różni się od nich nie tylko wyglądem, ale charakterem i osobowością.

## Nagrody i nominacje
Oscary za rok 1986
- Najlepsza charakteryzacja – Michael Westmore, Michèle Burke (nominacja)